# Confuciustempel van Taiwan
De Confuciustempel van Taiwan of Taiwanconfuciustempel is de belangrijkste confuciustempel van Taiwan en staat in de stad Tainan. Hij is gebouwd tussen 1665 en 1666, in het 19e regeerjaar van keizer Yongli van de zuidelijke Ming-dynastie. De tempel had een Guoxue (nationale school) op zijn terrein, die beschouwd werd als Taiwans eerste officiële school. 
In 1685 tijdens het 24e regeerjaar van keizer Kangxi Emperor werd de naam van de tempel veranderd in Xian Shi Sheng Miao (先師聖廟). Maar de naam Wen Miao (文廟) werd populairder. 
De confuciustempel werd voor het laatst in 1979 gerestaureerd. Het is een toeristische trekpleister. Er worden veel oude confucianistische rituelen uitgevoerd, zoals het spelen van klassieke Chinese muziek.